# 平滑無頭介
平滑無頭介（学名：Ambtonia glabra）为粗面介科無頭介屬下的一个种。